# Ducetia biramosa
Ducetia biramosa är en insektsart som först beskrevs av Karsch 1889.  Ducetia biramosa ingår i släktet Ducetia och familjen vårtbitare. Inga underarter finns listade i Catalogue of Life.